# Avitta ophiusalis
Avitta ophiusalis är en fjärilsart som beskrevs av Walker 1858. Avitta ophiusalis ingår i släktet Avitta och familjen nattflyn. Inga underarter finns listade i Catalogue of Life.